# Lindmania lateralis
Lindmania lateralis là một loài thực vật có hoa trong họ Bromeliaceae. Loài này được (L.B.Sm. & Read) L.B.Sm. & H.Rob. mô tả khoa học đầu tiên năm 1986.